# Куп Рио (фудбал)
Копа Рио или Међународни турнир клубова шампиона је био интерконтинентални клупски турнир који се играо 1951. и 1952. у Бразилу. Турнир је организовао ЦБД (Тренутно ЦБФ), а имао је неформално одобрење ФИФА (Међународне фудбалске федерације). Европска и бразилска штампа назвале су турнир: „Турнир шампиона“, „Светски турнир шампиона“, „Светско првенство шампиона“ и „Рио куп“. Турнир је за бразилску штампу третиран као Светско клупско првенство, неколико новина га је тако третирало. 

## Историја
Године 1951. бразилски клуб Палмеирас је био победник турнира, док је Флуминенсе освојио онај 1952. Копа Рио Интернасионал (званично назван Међународни турнир клубова шампиона 1951.) је било међународно клупско такмичење. У организацији бившег ЦБД-а уз договор тадашњег председника ФИФА Жила Римеа, Копа Рио је имао два издања. Историја Турнир има историјски значај јер је то био први покушај светског првенства између клубова који су постигли интерконтинентални домет. Тадашња бразилска штампа назвала га је „Светским турниром шампиона”, надимак који ће касније добити Интерконтинентални куп. Копа Рио је имао формат сличан оном који је тренутно усвојен за ФИФА Светско клупско првенство, што је изазвало много дискусија међу навијачима о признавању турнира као светског првенства. Признање 2007. ФИФА је разматрала Куп Рија 1951. као прво издање Светског клупског првенства, али је ту одлуку поништила у децембру исте године. Годинама касније, у августу 2014, Јозеф Блатер (председник ФИФА) је изјавио да ће такмичење из 1951. године, на коме је победио Палмеирас, бити признато као Светско клупско првенство. Међутим, овога пута Копа Рио се не би сматрао еквивалентом актуелном Светском првенству, али би потврдио његову важност. У априлу 2019, Инфантино је мислио другачије од Блатера и није био вољан да призна титулу као Светско првенство. Постигнуће Флуминенсеа 1952. није добило исто признање као прво издање, имајући мањи значај од прошлогодишњег турнира. Управни одбор клуба Триколор у Рио де Жанеиру такође је тражио од највишег фудбалског субјекта да му призна титулу, али узалуд. Одлучујући фактор за непризнавање титуле је чињеница да је ФИФА само одобрила и одобрила прво издање, 1951. У истој изјави у којој је Блатер рекао да ће тада признати Палмеираса за првака света, бивши председник ентитета, такође је додао да би то могло укључити Копа Рио 1952. Али, до данас, тим триколора није добио одговор на истом нивоу као што је добио Алвиверде Сао Пауло.

## Препознавање
2007. године ФИФА је сматрала да је Копа Рио 1951. прво издање Светског клупског првенства, али је поништила своју одлуку у децембру исте године. Годинама касније, у августу 2014, Јозеф Блатер (председник ФИФА) је изјавио да ће такмичење из 1951. године, које је победио Палмеирас, бити признато као Светско клупско првенство. Међутим, овога пута Копа Рио се не би сматрао еквивалентом актуелном Светском првенству, али би потврдио његову важност. У априлу 2019. Инфантино је мислио другачије од Блатера и оклевао је да призна титулу као Светско првенство. Почетком 2021. године, ФИФА је поново дала почасно признање титули из 1951. године као „светском првенству времена“ на званичном сајту Светског првенства за клубове 2020. и на својим друштвеним мрежама. Скоро годину дана касније, када је Алвиверде поново учествовао на Светском клупском првенству, организација је поново помињала тим Сао Паула као светског шампиона у секцији: -"Палмеирас и Коринтијанси су били светски прваци по једном. Да ли је прилика да надмашите свој највећи ривали вам дају додатну мотивацију?". Постигнуће Флуминенсеа из 1952. није добило исто признање као прво издање, имајући мање пажње од прошлогодишњег турнира. Управни одбор триколора у Рио де Жанеиру затражио је и од највишег фудбалског субјекта да им призна титулу, али безуспешно. Одлучујући фактор за непризнавање титуле је чињеница да је ФИФА одобрила и одобрила само прво издање, 1951. У истој изјави у којој је Блатер рекао да ће тада признати Палмеираса за првака света, бивши председник ентитет је такође додао да би то могао укључити и Копа Рио 1952. Али, до сада, тим триколора није добио одговор на истом нивоу као Алвиверде Сао Пауло.

## Финале
| Година      | Победник   | Разултат     | Финалиста   | Локација                 |
| ----------- | ---------- | ------------ | ----------- | ------------------------ |
| 1952 детаљи | Флуминенсе | 2 : 0, 2 : 2 | Коринтијанс | Маракана, Рио де Жанеиро |
| 1951 детаљи | Палмеирас  | 1:0, 2:2     | Јувентус    | Маракана, Рио де Жанеиро |